# Eriogonum viridulum
Eriogonum viridulum är en slideväxtart som beskrevs av James Lauritz Reveal. Eriogonum viridulum ingår i släktet Eriogonum och familjen slideväxter. Inga underarter finns listade i Catalogue of Life.